# Canó d'aigua

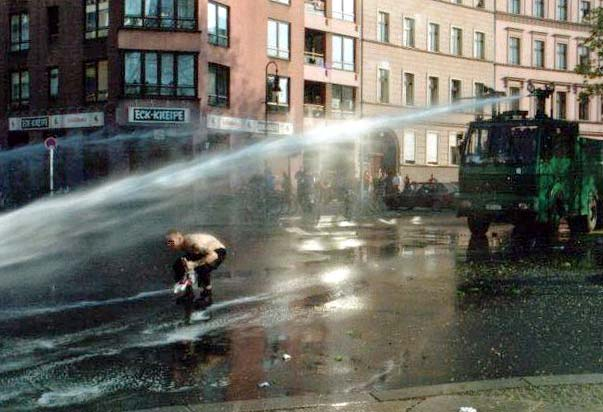
Canó d'aigua durant una manifestació a Alemanya, 2001

Un canó d'aigua és un dispositiu que dispara un raig d'alta pressió d'aigua. Típicament, un canó d'aigua pot bombar un gran volum d'aigua, sovint a centenars de metres. S'utilitzen en l'extinció d'incendis i per al control d'aldarulls.

## Galeria d'imatges

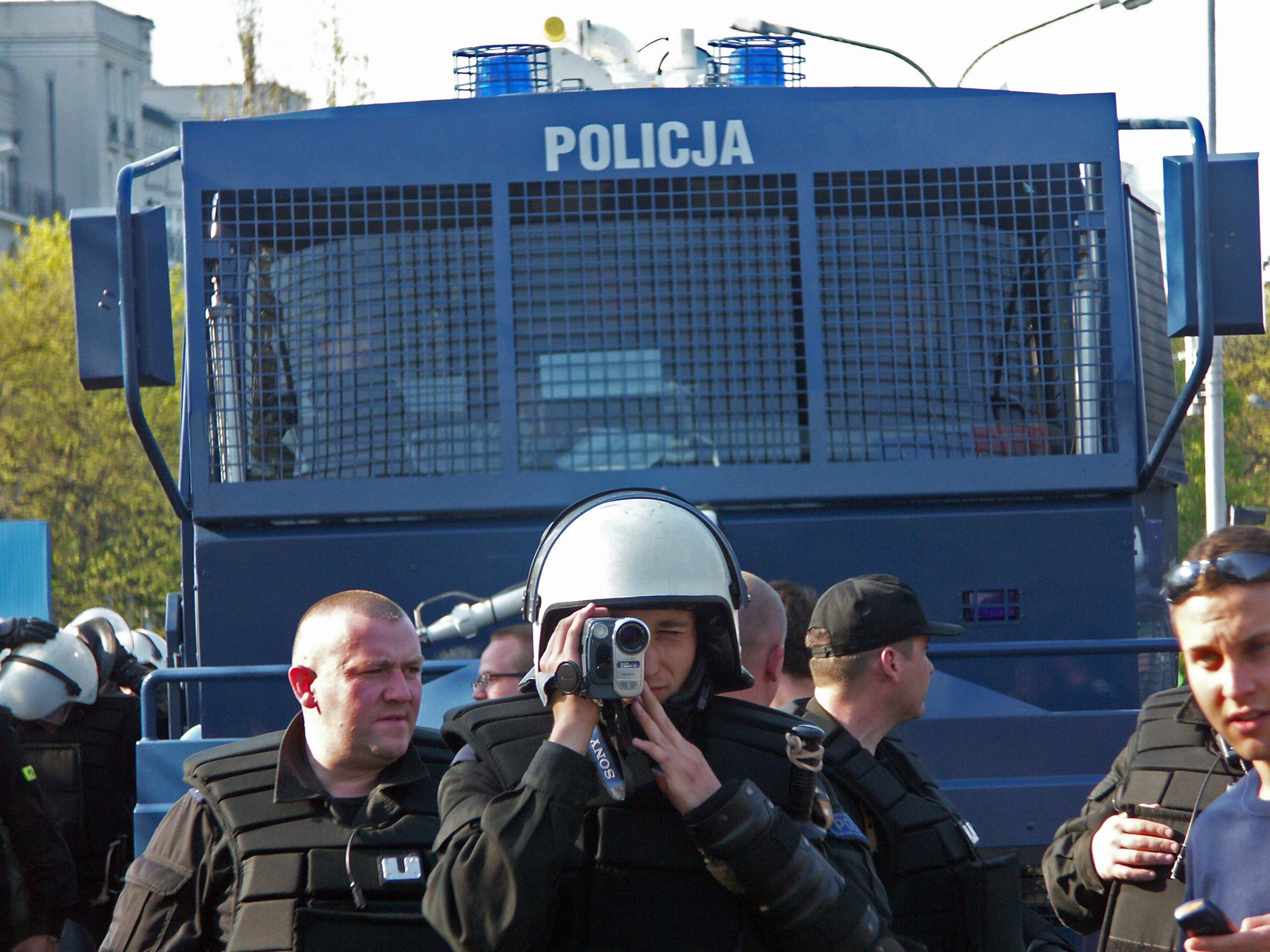
Destacament d'antiavalots de la policia polonesa, filmant una trobada. Es veu un canó d'aigua al fons.
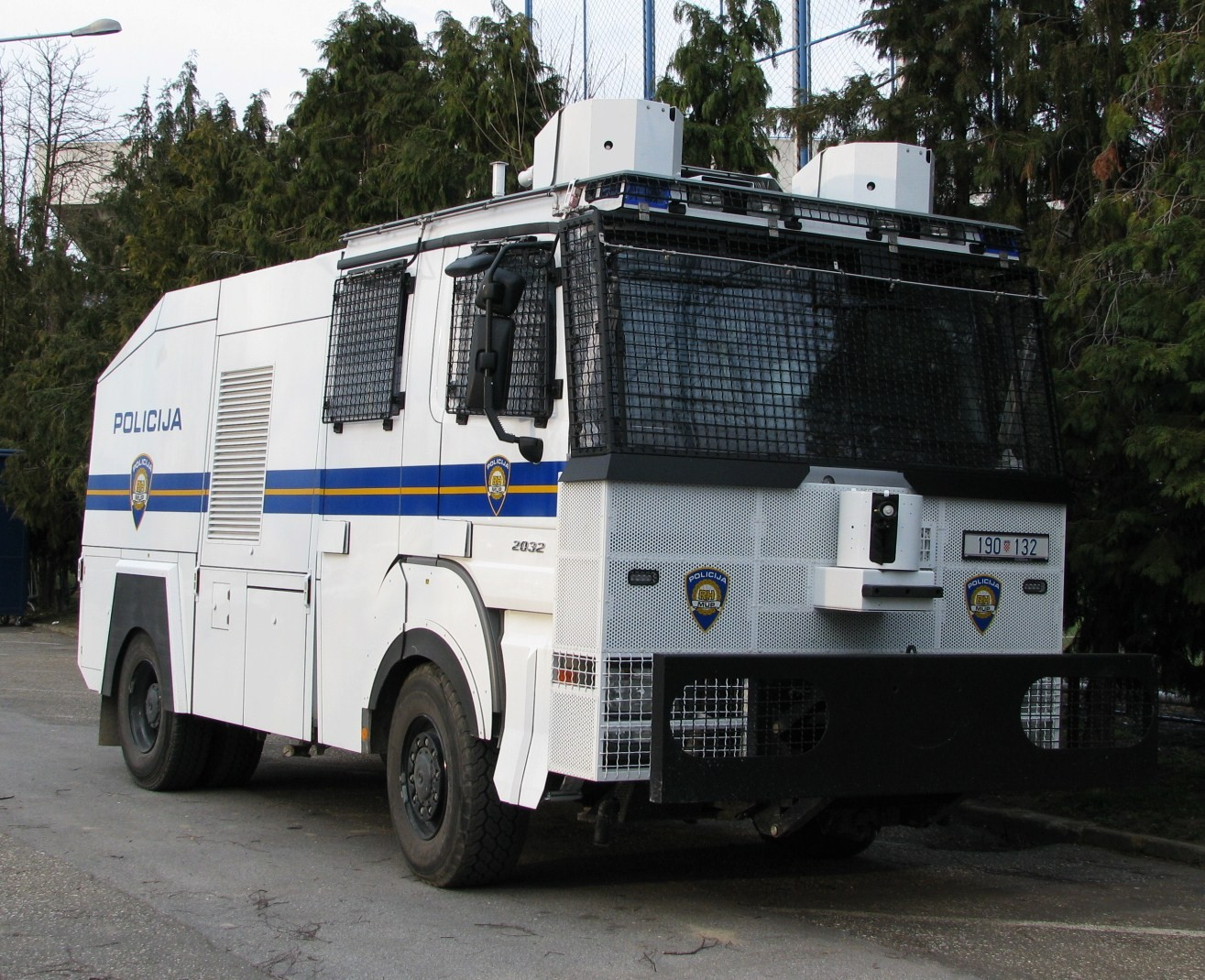
Policia croata; Canó d'aigua CVT-6000
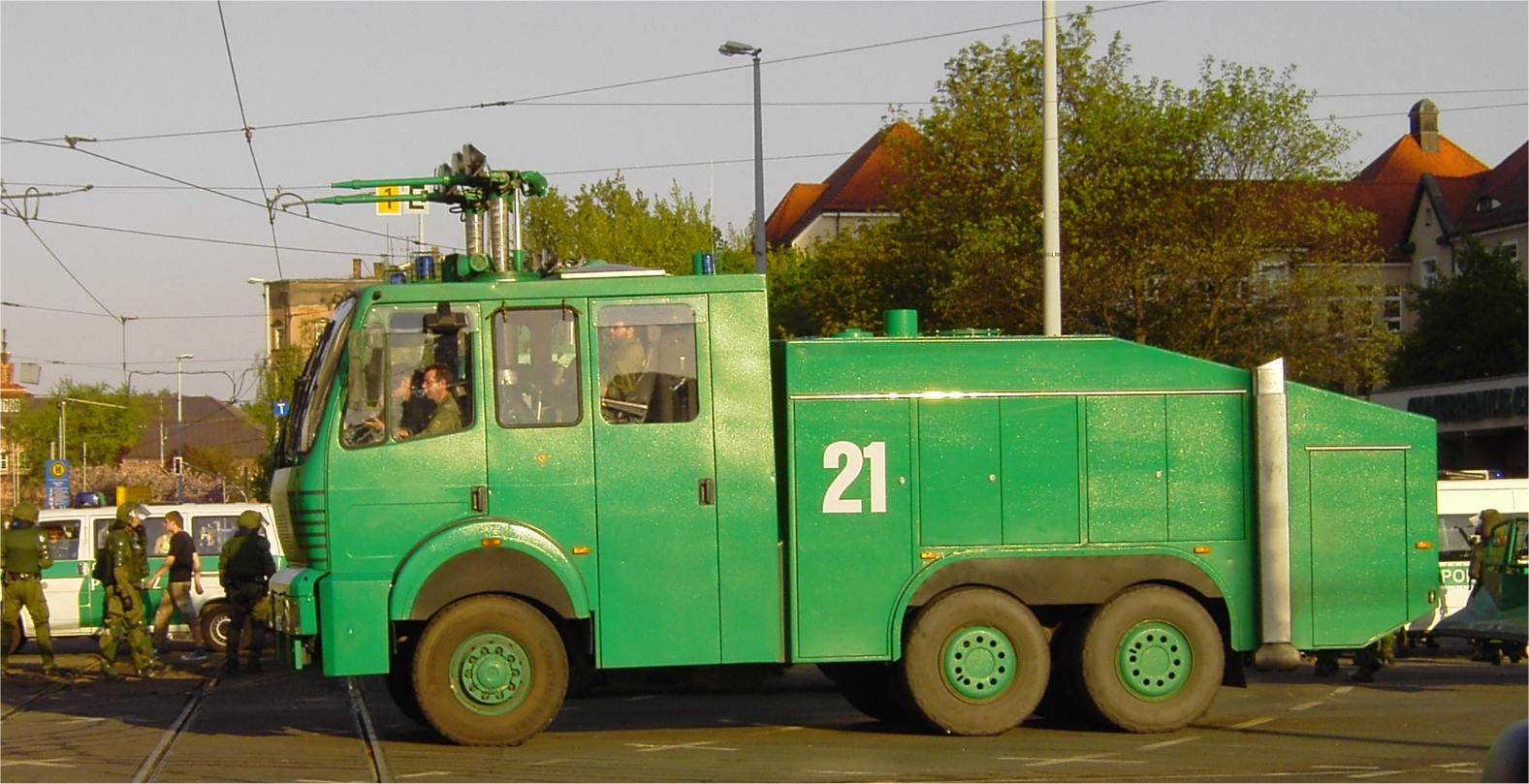
Dipòsit de 9000 litres amb canó d'aigua de policia alemanya WaWe 9000
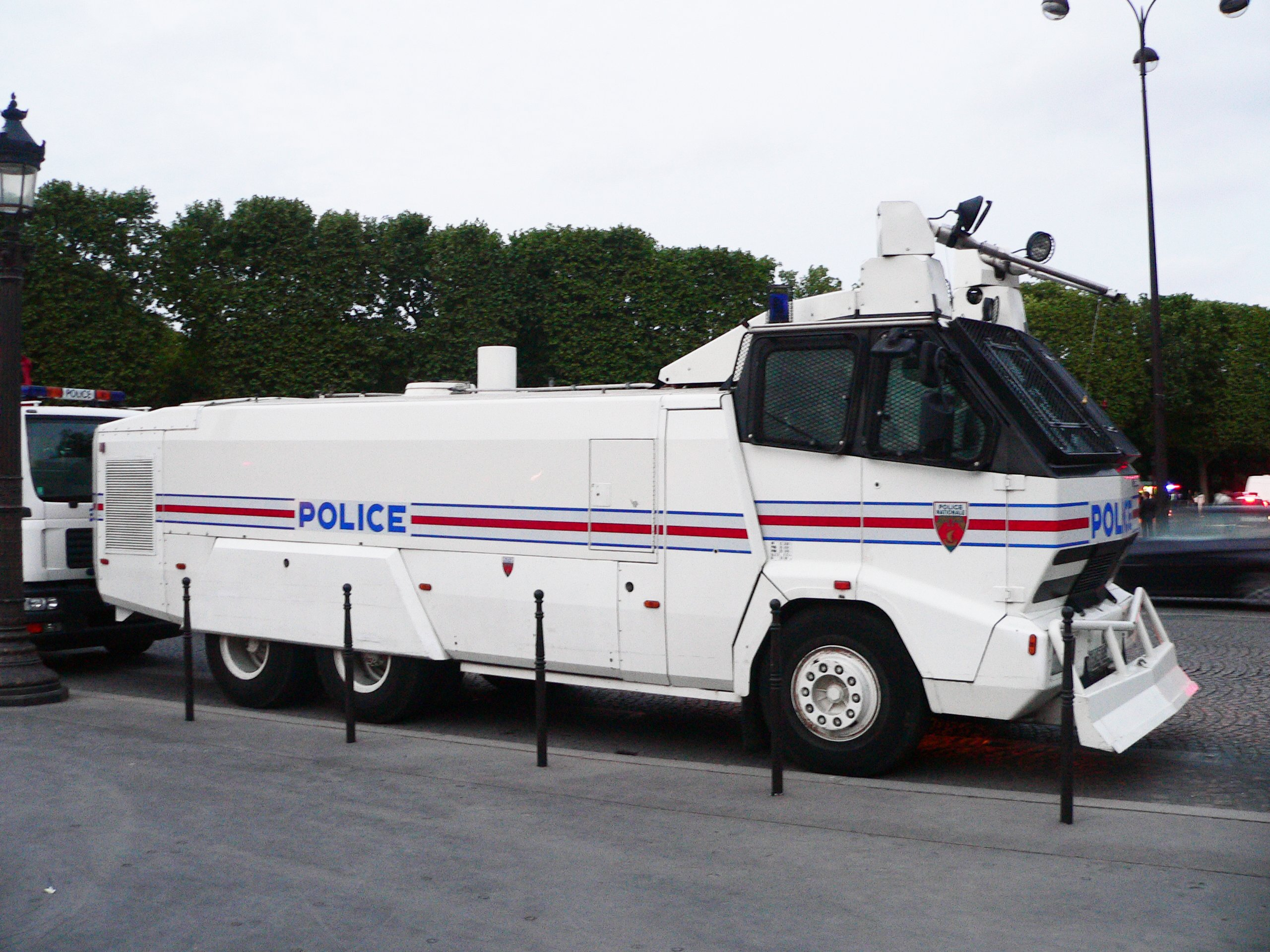
Canó d'aigua de la Policia Nacional Francesa
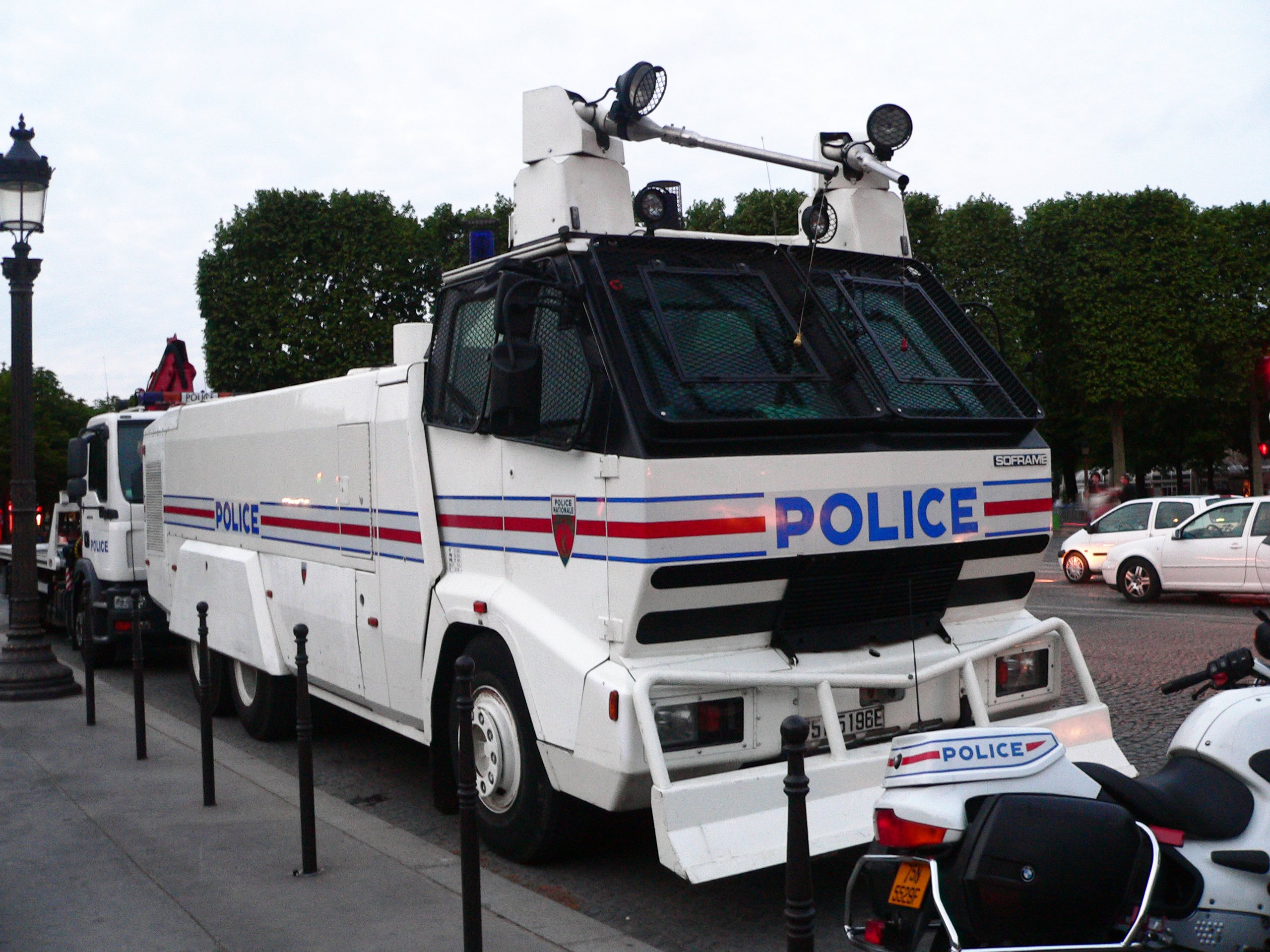
Canó d'aigua de la Policia Nacional Francesa desplegat per evitar disturbis després de les eleccions presidencials, el 6 de maig de 2007
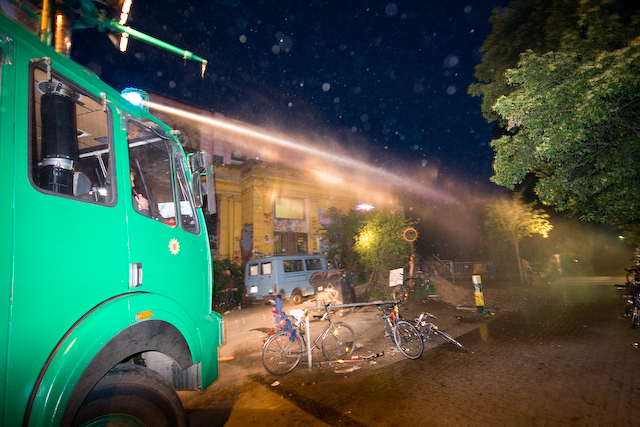
Manifestació contra la cimera del G8, 9/5/2007
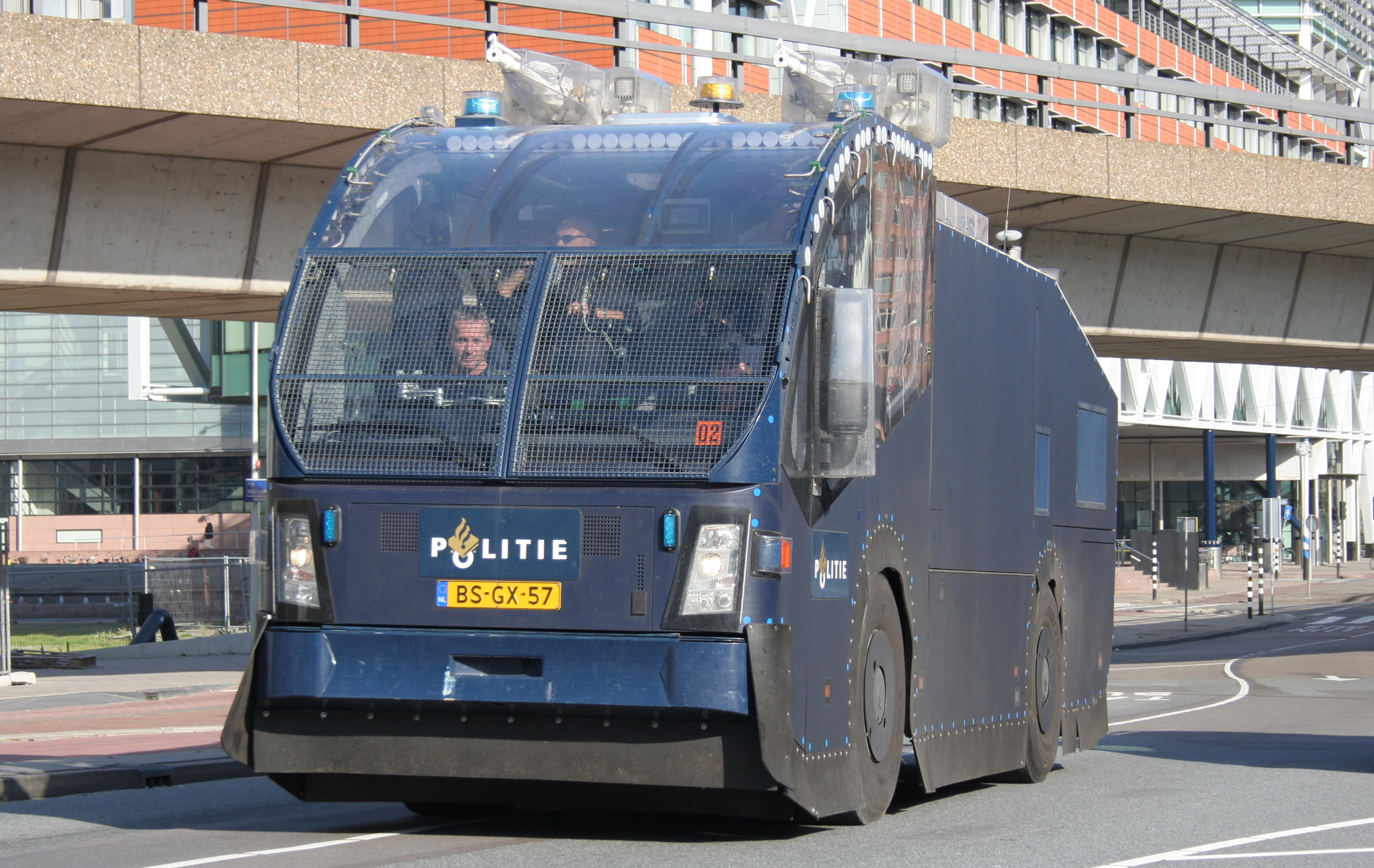
Canó d'aigua de la policia neerlandesa.
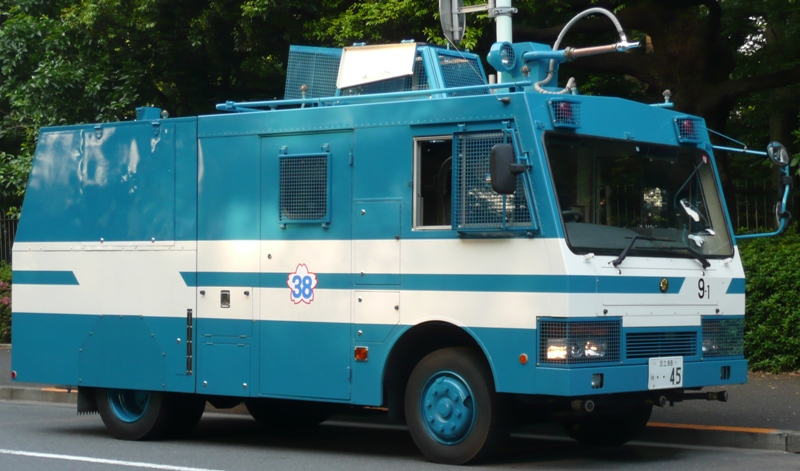
Vehicle del departament de policia metropolitana de Tòquio Kidotai (policia antidisturbi). El cotxe base és un Fuso Mitsubishi.
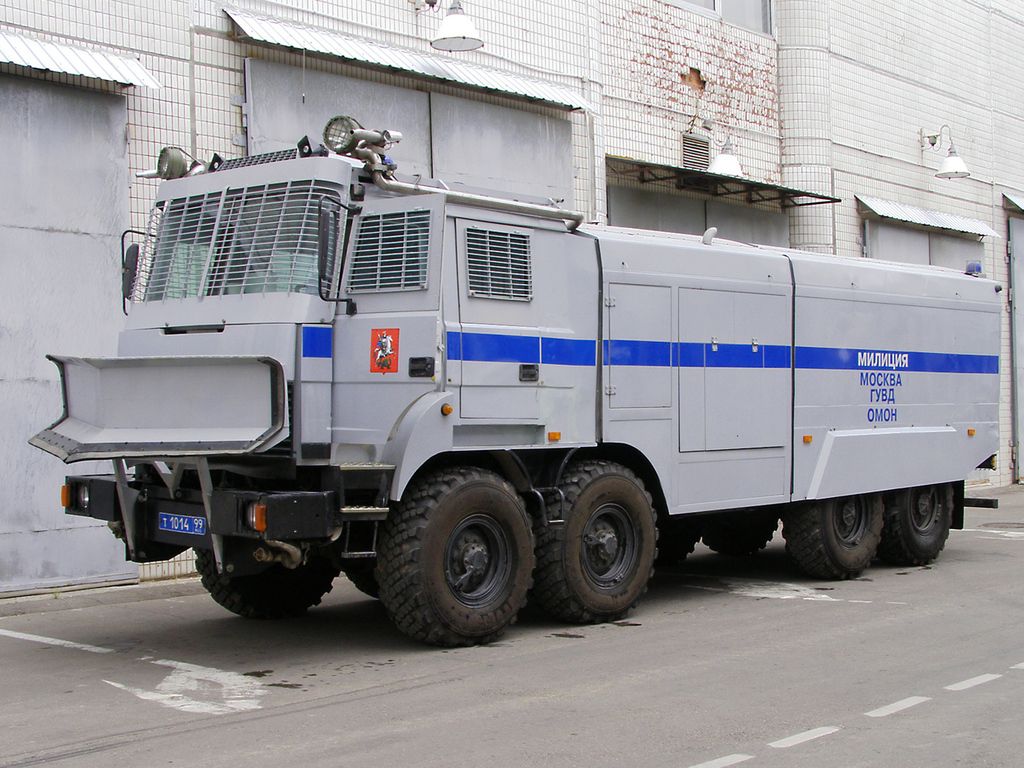
Vehicle OMON de control de disturbis rus amb canó d'aigua "Lavina-Uragan".
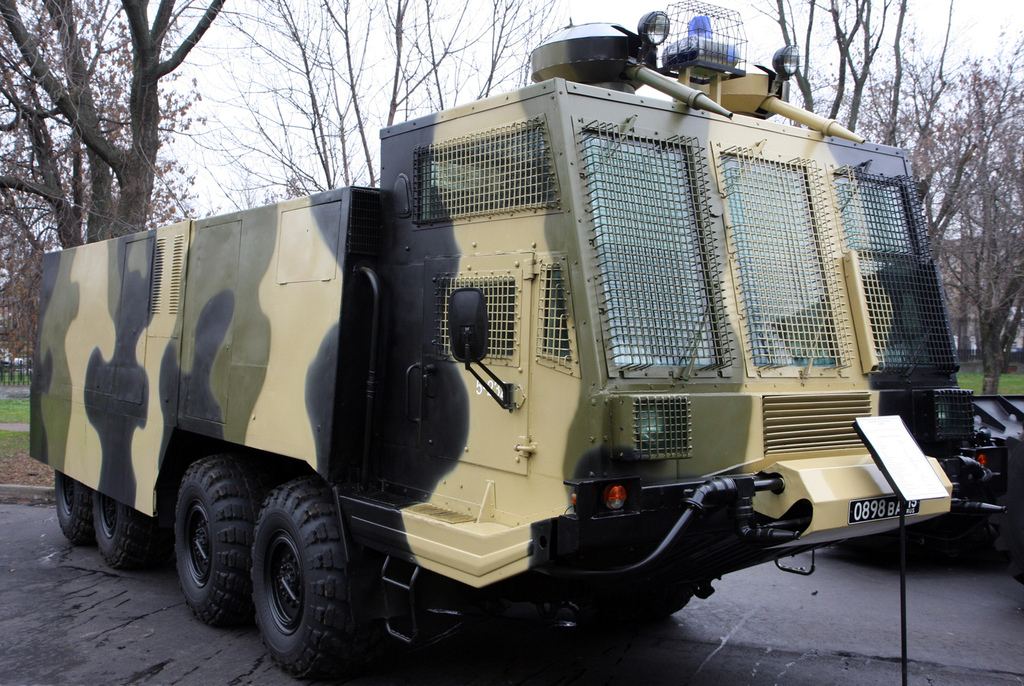
ABS-40 "Lavina", canó d'aigua per al control de disturbis al xassís d'un BAZ-6953
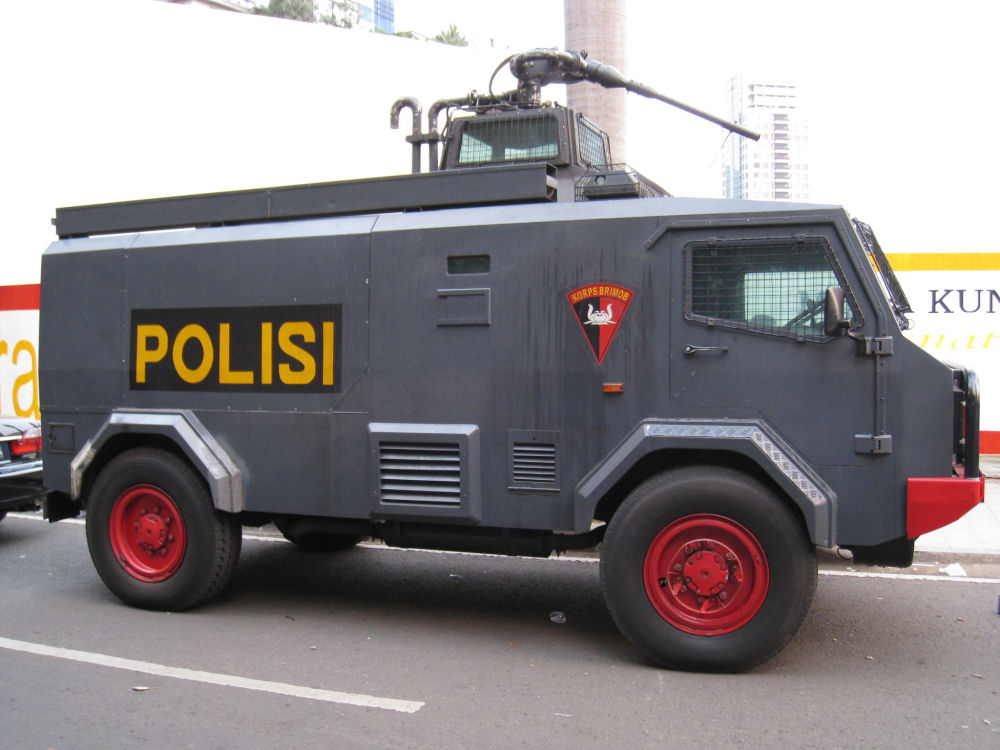
Vehicle amb canó d'aigua de la policia d'Indonèsia.
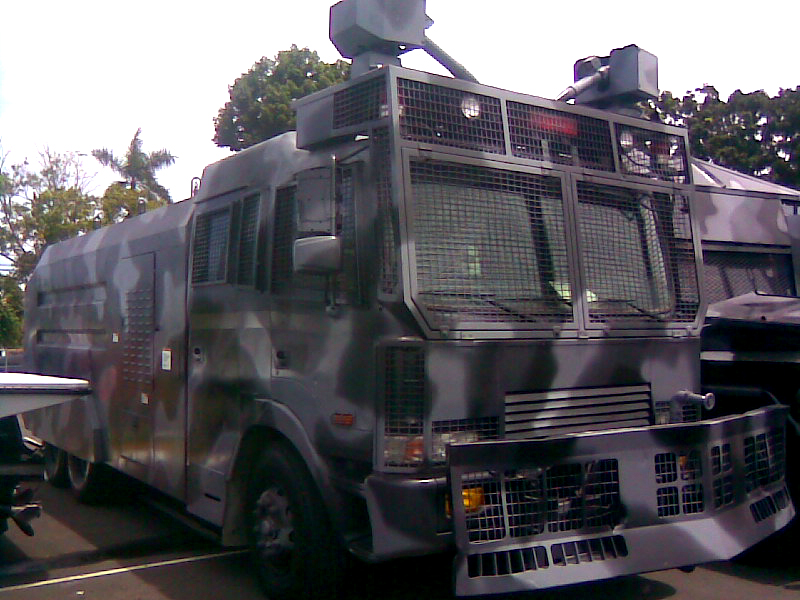
Vehicle de canó d'aigua de la policia de Panamà, anomenat "Pitufo" (Smurf).
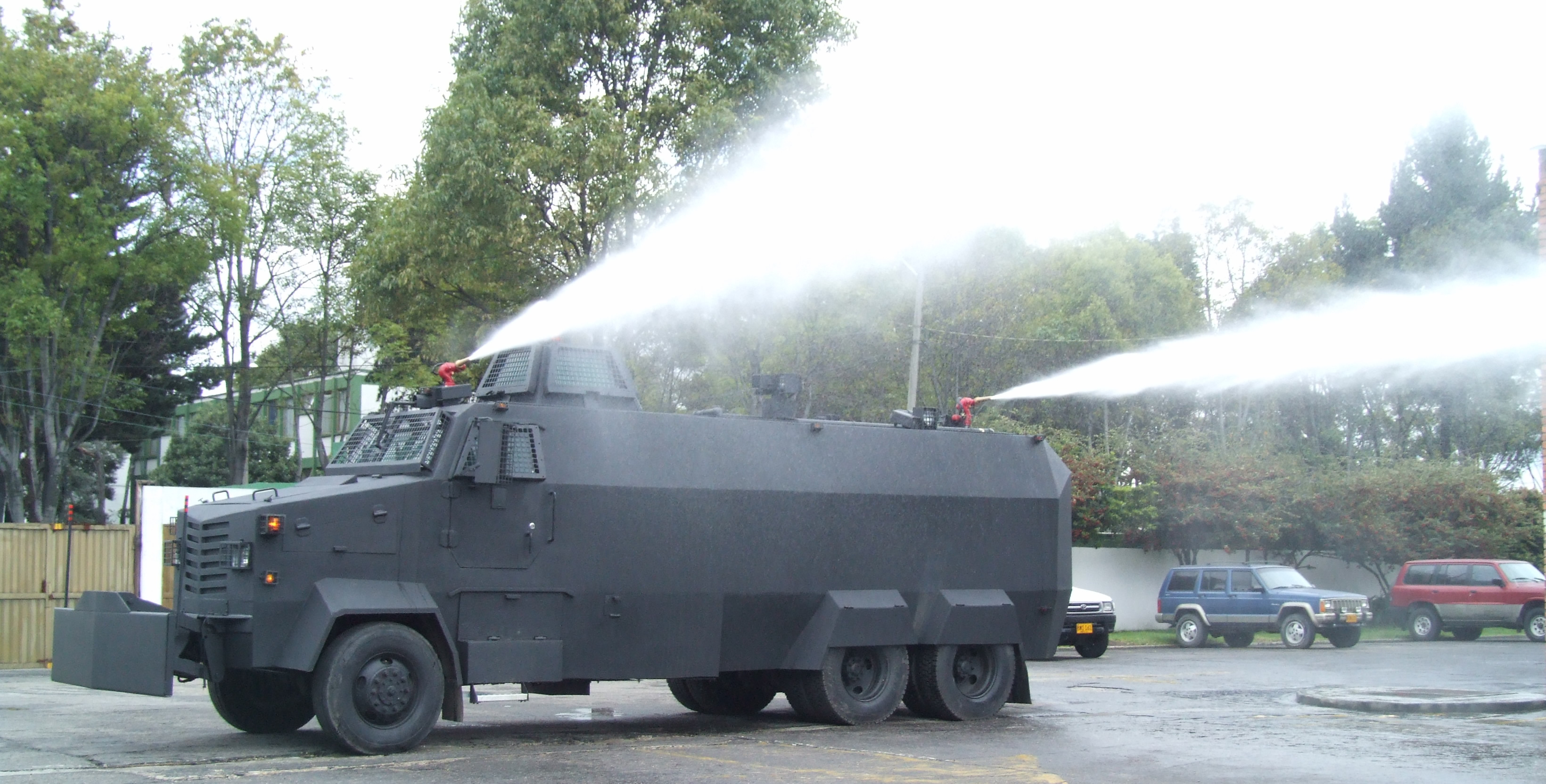
Camió blindat antidisturbis utilitzat per la policia colombiana. Fabricat per ISBI. Emmagatzema 11.500 litres d'aigua.
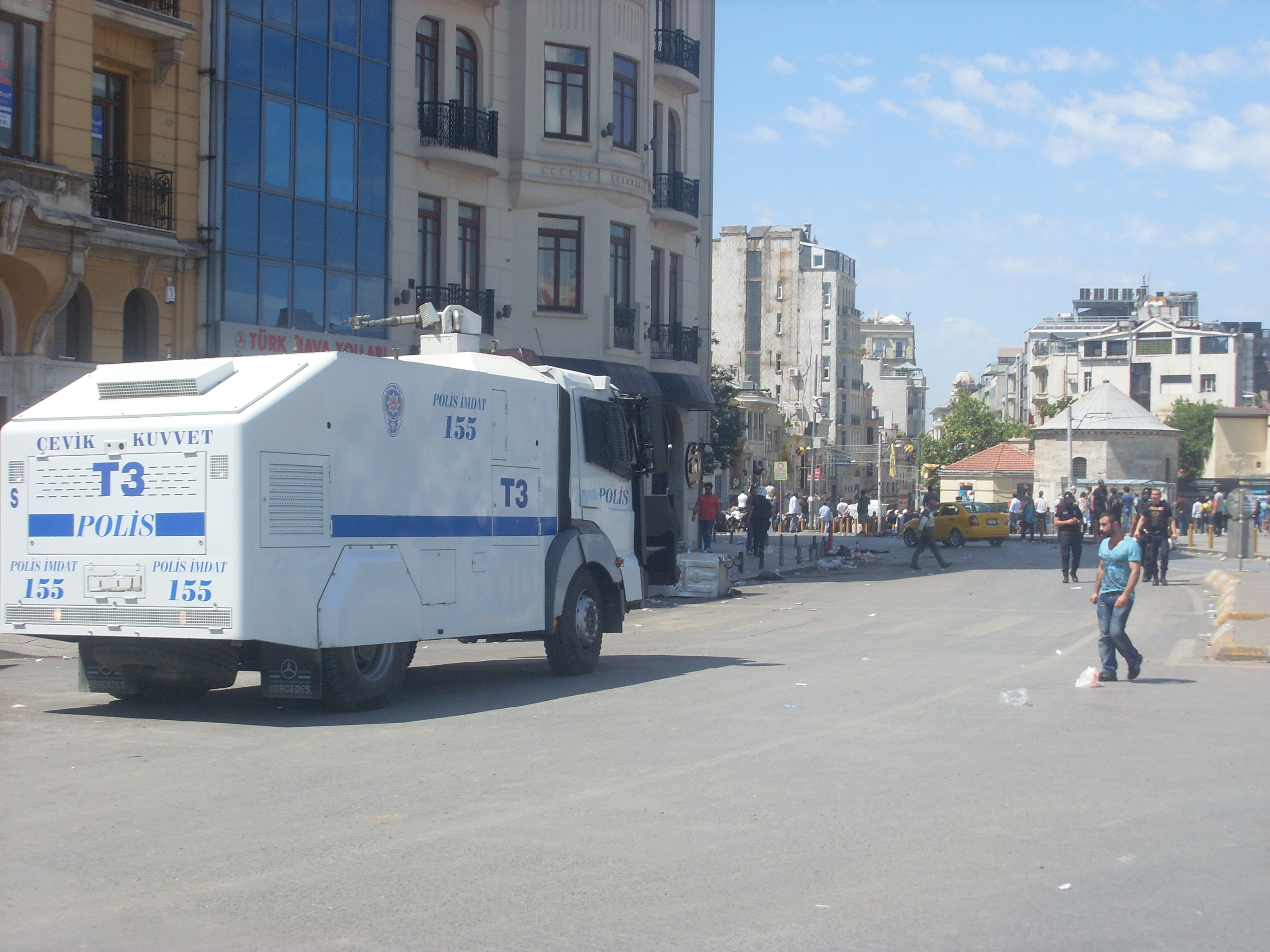
TOMA (vehicle)